# Akademija likovnih umetnosti Sarajevo
Akademija likovnih umetnosti (izvirno bosansko Akademija likovnih umjetnosti Sarajevo), s sedežem v Sarajevu, je akademija, ki je članica Univerze v Sarajevu.